# Коэффициент рассеяния
Коэффицие́нт рассе́яния — безразмерная физическая величина, характеризующая способность тела рассеивать падающее на него излучение. В качестве буквенного обозначения используется греческая {\displaystyle \sigma }.
Количественно коэффициент рассеяния равен отношению потока излучения {\displaystyle \Phi }, рассеянного телом, к потоку {\displaystyle \Phi _{0}}, упавшему на тело:
{\displaystyle \sigma ={\frac {\Phi }{\Phi _{0}}}.}
Сумма коэффициента рассеяния и коэффициентов поглощения, пропускания и отражения равна единице. Это утверждение является следствием выполнения закона сохранения энергии.
В общем случае, при распространении параллельного пучка излучения в среде, где одновременно имеет место рассеяние и поглощение излучения, коэффициент рассеяния связан с натуральными показателями рассеяния {\displaystyle r'} и поглощения {\displaystyle a'} соотношением:
{\displaystyle \sigma ={\frac {r'}{a'+r'}}\left[1-e^{-(a'+r')l}\right],}
где {\displaystyle l} — расстояние, пройденное излучением в среде.
В литературе иногда под термином «коэффициент рассеяния» понимают показатель рассеяния.

## Примеры значенийσ{\displaystyle \sigma }
Приведенную выше формулу для {\displaystyle \sigma } можно преобразовать к виду:
{\displaystyle \sigma ={\frac {r}{\mu }}\left[1-10^{-\mu l}\right],}
где {\displaystyle r} и {\displaystyle \mu } — десятичные показатели рассеяния и ослабления соответственно.
В таком виде формула позволяет, используя имеющиеся в нормативной и справочной литературе данные, рассчитывать коэффициенты рассеяния слоёв оптических материалов произвольной толщины.
В таблице для примера приведены рассчитанные таким образом значения коэффициентов рассеяния света (λ=550 нм) для нескольких марок оптических стекол основных типов. Толщина слоёв стекол во всех случаях была одинаковой и составляла 1 см. В расчетах использовались литературные данные о значениях {\displaystyle r} и {\displaystyle \mu }.
| Тип и марка стекла     | Коэффициент рассеяния σ.105 |
| ---------------------- | --------------------------- |
| Легкий крон ЛК3        | 3,4                         |
| Крон К8                | 1,8                         |
| Тяжелый крон ТК4       | 5,7                         |
| Сверхтяжелый крон СТК3 | 7,4                         |
| Баритовый флинт БФ8    | 6,9                         |
| Флинт Ф4               | 20                          |
| Тяжелый флинт ТФ4      | 41                          |
| Особый флинт ОФ1       | 13                          |